# Pteronymia sparsa
Pteronymia sparsa är en fjärilsart som beskrevs av Richard Haensch 1903. Pteronymia sparsa ingår i släktet Pteronymia och familjen praktfjärilar. Inga underarter finns listade.